# Ronde de l'Isard
La Ronde de l'Isard est une course cycliste par étapes française créée en 1977 et qui fait partie de l'UCI Europe Tour dans la catégorie 2.2. La 47e édition se tiendra du 21 au 25 mai 2025.

## Géographie
Comprenant des incursions dans des cols des Pyrénées centrales, où l'isard est emblématique de la faune sauvage, elle est organisée depuis la ville de Saint-Girons en Ariège, où elle se termine.

## Histoire
La course était d'un niveau régional de 1977 à 1981. En 1982, elle devient internationale avec les meilleurs amateurs, puis elle passe espoirs (U23) en 1998. Elle emprunte régulièrement les mêmes routes que la Route d'Occitanie, sa « grande sœur » pour les professionnels.
Éric Chanton, né en 1963, meurt le 14 mai 1990 à Vicdessos, à la suite d'un problème cardiaque survenu lors de la quatrième étape de l'édition 1990.
L'édition 2020 est reportée en raison de la pandémie de coronavirus et s'est déroulée en septembre.
L'épreuve n'est pas organisée en 2023 en raison de l'impossibilité pour la gendarmerie d'assurer la sécurité de la course, celle-ci se déroulant en même temps que la Coupe du monde de rugby.

## Palmarès
| Année | Vainqueur                | Deuxième               | Troisième                  |
| ----- | ------------------------ | ---------------------- | -------------------------- |
| 1977  | André Lassoureille       | Daniel Salles          | Peter Hall                 |
| 1978  | Daniel Salles            | Dominique Arnaud       | Jean-Claude Barioulet      |
| 1979  | Henri Bonnand            | Didier Paponneau       | Bernard Huot               |
| 1980  | Jean-Jacques Szkolnijk   | Henri Bonnand          | Dominique Delort           |
| 1981  | Bernard Pineau           | Patrick Mauriès        | Gérard Mercadié            |
| 1982  | Herman Winkel            | Thibaut Maugé          | Rinus Ansems               |
| 1983  | Daniel Wyder             | Hervé Doueil           | Bernard Pineau             |
| 1984  | Joël Versolato           | Régis Roqueta          | André Massard              |
| 1985  | Non-disputé              | Non-disputé            | Non-disputé                |
| 1986  | Julio César Cadena       | Nélson Rodríguez       | Luis Alberto González (en) |
| 1987  | Dominique Arnould        | Gilles Guégan          | Gustavo Pardo (d)          |
| 1988  | Mario Martínez           | Luis Felipe Moreno     | Gilles Delion              |
| 1989  | Luis Felipe Moreno       | Hernán Buenahora       | Yvon Ledanois              |
| 1990  | Jiří Toman               | Vladimír Kinšt         | Dominique Molard           |
| 1991  | Mario Hernig             | Christian Meyer        | Artūras Kasputis           |
| 1992  | Laurent Roux             | Pascal Galtier         | Gilles Maignan             |
| 1993  | Uwe Peschel              | Artūras Kasputis       | Dirk Baldinger             |
| 1994  | Xavier Jan               | Olivier Ouvrard        | Philippe Bordenave         |
| 1995  | Igor Pavlov              | Hugues Ané             | Xavier Jan                 |
| 1996  | Vincent Cali             | Igor Pavlov            | David Moncoutié            |
| 1997  | Denis Leproux            | Christopher Jenner     | Philippe Fernandes         |
| 1998  | Denis Menchov            | Aitor Silloniz         | Gaël Moreau                |
| 1999  | Jamie Burrow             | Nicolas Fritsch        | Christian Werner           |
| 2000  | Graziano Gasparre        | Patrik Sinkewitz       | Thomas Bodo                |
| 2001  | Christophe Le Mével      | Yoann Charpenteau      | Michael Creed              |
| 2002  | Markus Fothen            | Thomas Kaufmann        | Michael Creed              |
| 2003  | Jonathan Patrick McCarty | Markus Fothen          | Saul Raisin                |
| 2004  | Philip Deignan           | Saul Raisin            | Rémy Di Grégorio           |
| 2005  | Eduardo Gonzalo          | Kevin Seeldraeyers     | Blaise Sonnery             |
| 2006  | Ignatas Konovalovas      | Ben Hermans            | Blaise Sonnery             |
| 2007  | John Devine              | Francis De Greef       | Maxime Bouet               |
| 2008  | Guillaume Bonnafond      | Blel Kadri             | Gatis Smukulis             |
| 2009  | Alexandre Geniez         | Jonathan Castroviejo   | Yoann Barbas               |
| 2010  | Yannick Eijssen          | Nicolas Capdepuy       | Andrew Talansky            |
| 2011  | Kenny Elissonde          | George Bennett         | Joe Dombrowski             |
| 2012  | Pierre-Henri Lecuisinier | Sergey Chernetskiy     | Niels Vandyck              |
| 2013  | Juan Ernesto Chamorro    | Maxime Le Lavandier    | Dylan Teuns                |
| 2014  | Louis Vervaeke           | Maxime Le Lavandier    | Tiesj Benoot               |
| 2015  | Simone Petilli           | Laurens De Plus        | Jérémy Maison              |
| 2016  | Bjorg Lambrecht          | Mathias Le Turnier     | Léo Vincent                |
| 2017  | Pavel Sivakov            | Bjorg Lambrecht        | Steff Cras                 |
| 2018  | Stephen Williams         | Aurélien Paret-Peintre | Julian Mertens             |
| 2019  | Andrea Bagioli           | Andreas Leknessund     | Clément Champoussin        |
| 2020  | Xandres Vervloesem       | Henri Vandenabeele     | Alan Jousseaume            |
| 2021  | Gijs Leemreize           | Fernando Tercero       | Thomas Gloag               |
| 2022  | Johannes Staune-Mittet   | Reuben Thompson        | Enzo Paleni                |
| 2023  | annulé                   | annulé                 | annulé                     |
| 2024  | Darren van Bekkum        | Jarno Widar            | Menno Huising              |
| 2025  | Jarno Widar              | Liam O'Brien           | Juan Felipe Rodríguez      |